# Xv6
Xv6 est un système d’exploitation de type Unix à vocation pédagogique. Inspiré de Unix version 6 (développé par les laboratoires Bell pour PDP-11), il a été développé au MIT. C'est un logiciel libre sous licence MIT.

## Historique
Le cours de systèmes d'exploitation du MIT utilisait à l'origine le code source de Unix version 6 pour l'ordinateur PDP-11 avec le commentaire  de John Lions rédigé en 1976. En 2006, xv6 a été écrit par Russ Cox, Frans Kaashoek et Robert Morris en langage C ANSI moderne, pour les systèmes basés sur l'architecture Intel x86. En 2019, il a été réécrit pour l'architecture RISC-V.

## Objectif
Xv6 a pour but premier d'être un système d'exploitation pédagogique pouvant être enseigné sur un semestre de cours.
Bien qu'inspiré d'une version d'Unix de 1976, il est adapté à des technologies modernes comme le multiprocesseur, l'utilisation d'une unité de gestion mémoire et d'une table des pages, ainsi que d'un système de fichiers journalisé. En revanche, certaines notions sont laissées de côté pour la simplicité comme par exemple la gestion des utilisateurs et les permissions associées ou le réseau.
Xv6 est accompagné d'un livret d'explications et du code source facilitant la compréhension des mécanismes des systèmes d'exploitation réels par les étudiants.

## Utilisation dans le monde francophone
Xv6 est utilisé à CentraleSupélec dans le cours « Système d'exploitation », à Télécom SudParis dans le cours qui se nomme également « Système d'exploitation » dans le cadre des voies d’approfondissement JIN et ASR et à l'Université de Strasbourg dans le cours de « Conception des systèmes d'exploitation » du master SIRIS. Dans ce cadre, une traduction en Français du livret accompagnant la version x86 a été réalisée ainsi qu'une brochure d'exercices complémentaires.